# Anfisa Reztsova
Anfisa Anatólievna Reztsova –en ruso, Анфиса Анатольевна Резцова– (nacida Anfisa Anatólievna Románova, Yakimets, 16 de diciembre de 1964-Dolgoprudny, 19 de octubre de 2023) fue una deportista rusa que compitió para la URSS en esquí de fondo y biatlón.
Fue campeona olímpica y tricampeona mundial en esquí de fondo y bicampeona olímpica en biatlón. Su hija Kristina compite en biatlón.

## Trayectoria
Participó en tres Juegos Olímpicos de Invierno, obteniendo en total cinco medallas. En Calgary 1988 compitió en esquí de fondo y ganó oro en los 20 km y plata en el relevo, en los siguientes dos Juegos participó como biatleta: en Albertville 1992 consiguió oro en la prueba de velocidad y bronce en el relevo, y en Lillehammer 1994 fue medallista de oro con el relevo.
Ganó cinco medallas en el Campeonato Mundial de Esquí Nórdico entre los años 1985 y 1999. En biatlón consiguió una medalla de plata en el Campeonato Mundial de 1992, en la prueba por equipos.
Además, fue la ganadora de la clasificación general de la Copa del Mundo de Biatlón en dos ocasiones, 1992 y 1993, y consiguió el primer lugar en siete etapas. En la Copa del Mundo de Esquí de Fondo ocupó el segundo puesto en la clasificación de la temporada 1987 y sumó diez victorias de etapa.
Por su trayectoria, fue galardonada con la Orden de la Amistad de los Pueblos de la Unión Soviética en 1988 y la Orden de la Amistad de Rusia en 1994.
Falleció en octubre de 2023, a los 58 años, debido a una insuficiencia cardíaca mientras se encontraba en la unidad de cuidados intensivos de un hospital. Un par de meses antes había padecido un infarto.

## Palmarés internacional

### Esquí de fondo
| Representando a la URSS |                   |                  |        |
| Juegos Olímpicos        |                   |                  |        |
| Año                     | Lugar             | Medalla          | Prueba |
| 1988                    | Calgary (Canadá)  | Medalla de oro   | 20 km  |
| 1988                    | Calgary (Canadá)  | Medalla de plata | Relevo |
| Campeonato Mundial      |                   |                  |        |
| Año                     | Lugar             | Medalla          | Prueba |
| 1985                    | Seefeld (Austria) | Medalla de oro   | Relevo |
| 1987                    | Oberstdorf (RFA)  | Medalla de oro   | Relevo |
| 1987                    | Oberstdorf (RFA)  | Medalla de plata | 5 km   |
| 1987                    | Oberstdorf (RFA)  | Medalla de plata | 20 km  |
| Representando a Rusia   |                   |                  |        |
| Campeonato Mundial      |                   |                  |        |
| Año                     | Lugar             | Medalla          | Prueba |
| 1999                    | Ramsau (Austria)  | Medalla de oro   | Relevo |

### Biatlón
| Representando al Equipo Unificado |                       |                   |           |
| Juegos Olímpicos                  |                       |                   |           |
| Año                               | Lugar                 | Medalla           | Prueba    |
| 1992                              | Albertville (Francia) | Medalla de oro    | Velocidad |
| 1992                              | Albertville (Francia) | Medalla de bronce | Relevo    |
| Representando a la CEI            |                       |                   |           |
| Campeonato Mundial                |                       |                   |           |
| Año                               | Lugar                 | Medalla           | Prueba    |
| 1992                              | Novosibirsk (Rusia)   | Medalla de plata  | Equipo    |
| Representando a Rusia             |                       |                   |           |
| Juegos Olímpicos                  |                       |                   |           |
| Año                               | Lugar                 | Medalla           | Prueba    |
| 1994                              | Lillehammer (Noruega) | Medalla de oro    | Relevo    |